# رالف بينيا
رالف بينيا (بالإنجليزية: Ralph Peña)‏ هو موسيقي أمريكي، ولد في 24 فبراير 1927 في نيفادا في الولايات المتحدة، وتوفي في 20 مايو 1969 في مدينة مكسيكو في المكسيك بسبب حادث مرور.

## وصلات خارجية
- رالف بينيا على موقع IMDb (الإنجليزية)
- رالف بينيا على موقع ميوزك برينز (الإنجليزية)
- رالف بينيا على موقع أول ميوزيك (الإنجليزية)
- رالف بينيا على موقع ديسكوغز (الإنجليزية)